# AB 아르기르
AB 아르기르(Argja Bóltfelag)는 1973년 8월 15일에 창단된 페로 제도 아르기르의 축구 클럽으로, 현재 페로 제도 프리미어리그에서 활동하고 있다.

## 선수 명단

### 현역
참고: FIFA 자격 규정에 따라 소속된 국가대표팀 국기를 표시합니다. 선수는 복수의 FIFA 비회원국 국적을 가지고 있을 수 있습니다.
| 번호 | 포지션 | 국적     | 이름        |
| ---- | ------ | -------- | ----------- |
| 7    | FW     | 잉글랜드 | 말리 블레어 |

| 번호 | 포지션 | 국적 | 이름 |
| ---- | ------ | ---- | ---- |